# Edwards Spur
Der Edwards Spur ist ein Felssporn mit kleinen Vorsprüngen auf dem Gipfelgrat im westantarktischen Marie-Byrd-Land. Er ragt an den unteren Nordwesthängen des Mount Moulton in der Flood Range auf.
Der United States Geological Survey kartierte ihn anhand eigener Vermessungen und Luftaufnahmen der United States Navy aus den Jahren von 1959 bis 1965. Das Advisory Committee on Antarctic Names benannte ihn 1974 nach Alvah G. Edwards (1931–2005), Baufahrer der United States Navy, der an Fahrten von der Station Little America V zur Errichtung der Byrd-Station im Jahr 1956 beteiligt war.